# USS William P. Lawrence (DDG-110)
El USS William P. Lawrence (DDG-110), llamado así en honor al almirante William P. Lawrence, es el 59.º destructor de la clase Arleigh Burke, en servicio con la Armada de los Estados Unidos desde 2011.

## Nombre
Su nombre USS William P. Lawrence honra al almirante William P. Lawrence, primer aviador en efectuar un vuelo super-sónico en dos ocasiones.

## Construcción
Ordenado el 13 de septiembre de 2002 al Bath Iron Works (Maine), su construcción inició con la colocación de la quilla el 16 de septiembre de 2008. El casco fue botado el 15 de diciembre de 2009 y el buque completado entró en servicio el 19 de mayo de 2011.

## Historial de servicio

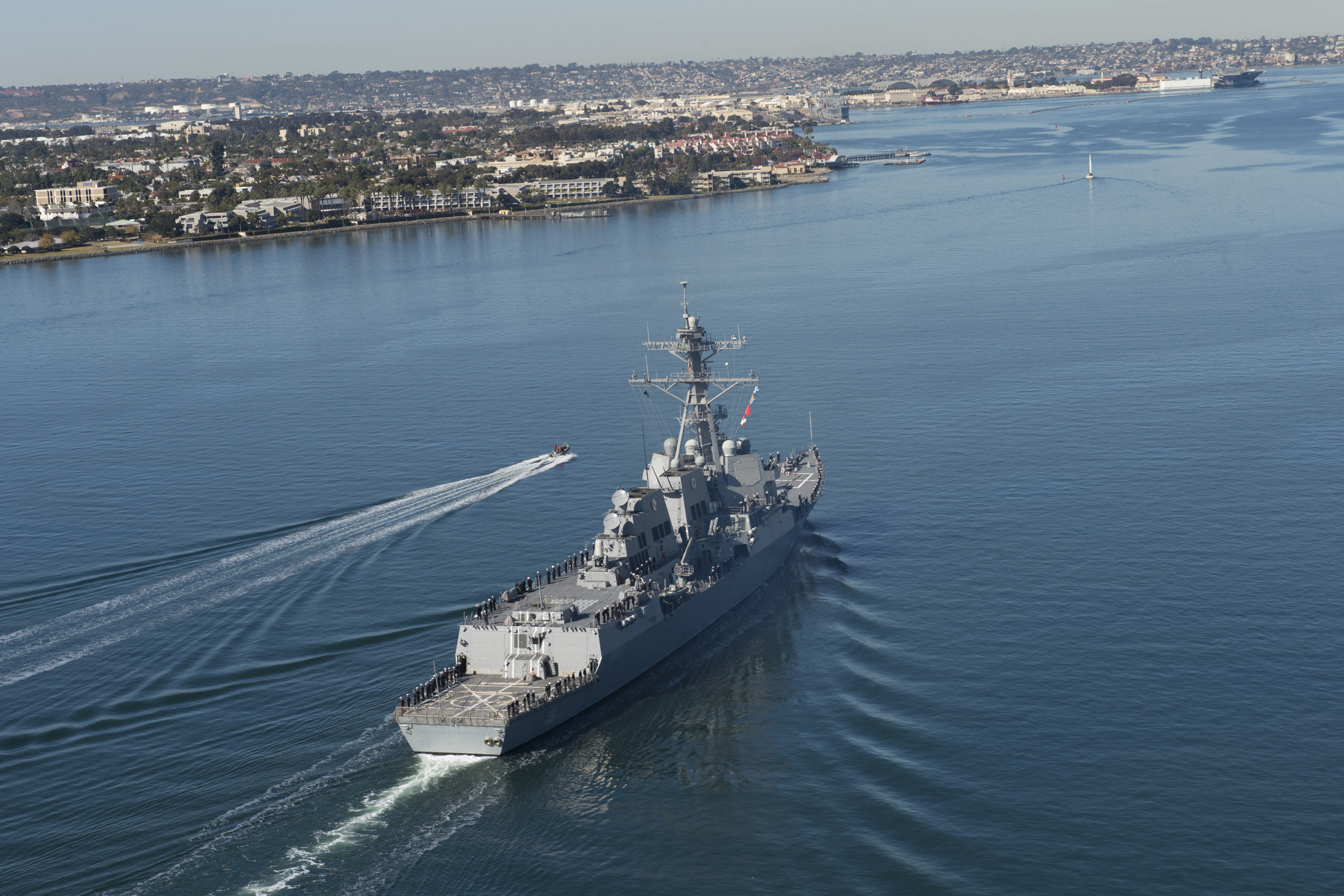
El USS William P. Lawrence (DDG-110) entrando en San Diego, año 2013.

Está asignado en la Flota del Pacífico y su apostadero es la base naval de Pearl Harbor (Hawái).